# Rih al awras
Rih al awras (in arabo ريح الأوراس‎?) è un film del 1966 diretto da Mohammed Lakhdar-Hamina. È conosciuto anche il titolo in francese Le Vent des Aurès.
Il film, primo lungometraggio autenticamente algerino, narra la guerra d’indipendenza contro i francesi, ma in un'ottica intimistica, antieroica e insolita. È parlato nell'arabo dialettale degli Aurés.

## Trama
Il film era ambientato nella campagna algerina, in cui i contadini arabi lavorano tutti insieme, condividendo il dolore della grama esistenza sotto il colonialismo. La protagonista è una donna della montagna, silenziosa e sottomessa al marito, che cerca di curare la famiglia ed edificare un futuro migliore per il figlio. Come si vede nei primi minuti del film, arrivano però i colonizzatori francesi che interrompono il corso della vita degli algerini e si materializzano in modo irreale, come dei fantasmi. Distruggono e uccidono con bombardamenti aerei. Fanno esecuzioni e saccheggi delle povere abitazioni dei contadini, senza che essi possano fare nulla per difendersi.
La donna protagonista vede il marito ucciso durante la guerra, poiché portava cibo ed aiuto ai ribelli che lottavano contro i francesi. La contadina si vede anche il figlio arrestato dai francesi. È disperata, vedendo distrutti la sua vita e il suo mondo di affetti.
La donna cerca allora il figlio da un campo di prigionia all'altro. In questi campi di concentramento sono internati gli algerini prigionieri, che stanno dietro il filo spinato dei reticolati e sono sorvegliati dai militi francesi. I prigionieri sono ridotti a vittime inermi, a corpi umiliati dai colonizzatori. La povera donna ritrova il figlio, ma il ragazzo viene ucciso. È disperata, incapace di accettare una vita svuotata di senso: si darà la morte, gettandosi sui reticolati ad alta tensione.

## Riconoscimenti
- 1967 - Festival di Cannes
  - Migliore opera prima